# Saint-Pierre-d'Allevard
Saint-Pierre-d'Allevard este o comună în departamentul Isère din sud-estul Franței. În 2009 avea o populație de 2.784 de locuitori.

## Evoluția populației
| An        | 1975  | 1982  | 1990  | 1999  | 2006  | 2009  |
| --------- | ----- | ----- | ----- | ----- | ----- | ----- |
| Populație | 2.147 | 2.016 | 2.185 | 2.282 | 2.662 | 2.784 |